# Aphniolaus pallene
Aphniolaus pallene är en fjärilsart som beskrevs av Hans Daniel Johan Wallengren 1857. Aphniolaus pallene ingår i släktet Aphniolaus och familjen juvelvingar. Inga underarter finns listade i Catalogue of Life.